# Mistrzostwa świata w siatkówce plażowej
Mistrzostwa Świata w siatkówce plażowej to zawody organizowane przez Międzynarodową Federację Piłki Siatkowej mające na celu wyłonienie najlepszej drużyny na świecie. Pierwsze oficjalne mistrzostwa odbyły się w 1997 roku w Los Angeles i od tego czasu rozgrywane są co dwa lata. Wcześniej w latach 1987-1996 odbyło się 10 nieoficjalnych mistrzostwa Świata w brazylijskim Rio de Janeiro. 
Zwycięstwo w Mistrzostwach Świata jest uważane za jedno z największych wyróżnień w międzynarodowej siatkówce plażowej, przewyższające rozgrywki World Tour. Jedynie Turniej Siatkówki na Igrzyskach Olimpijskich posiada większą renomę od Mistrzostw Świata.

## Format
W turnieju bierze udział 48 drużyn męskich oraz żeńskich i składa się z fazy grupowej oraz fazy pucharowej. Pula nagród dla każdej z kategorii wynosi 500,000$.

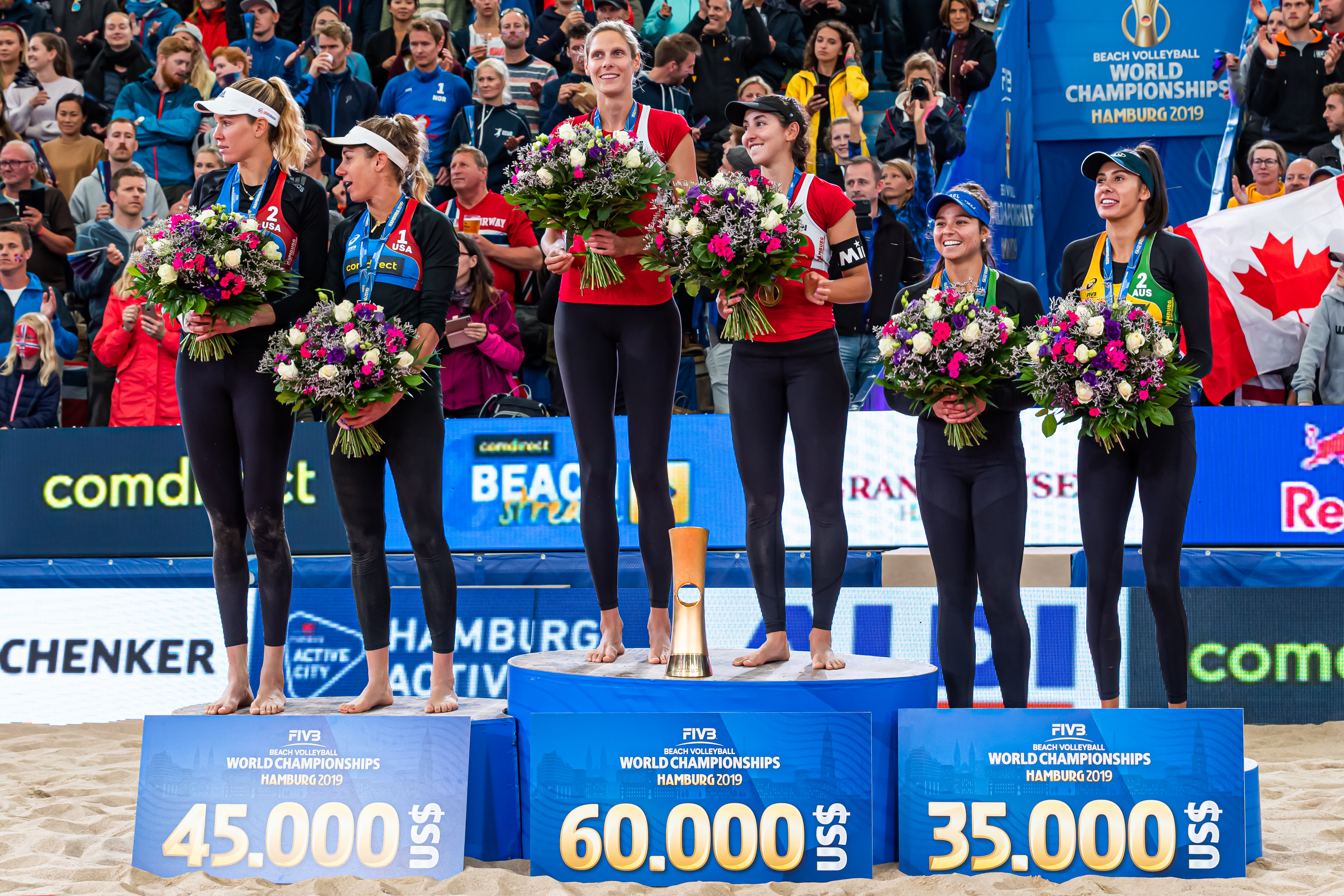
Medalistki Mistrzostw Świata 2019

## Edycje i mistrzowie

### Mężczyźni
| 1997 Szczegóły | Los Angeles    | Rogério Ferreira / Guilherme Marques      | 2–1 | Canyon Ceman / Michael Whitmarsh          | Dain Blanton / Kent Steffes Paulao Moreira / Paulo Emilio Silva | nie rozgrywano meczu o trzecie miejsce | nie rozgrywano meczu o trzecie miejsce       |
| 1999 Szczegóły | Marsylia       | Emanuel Rego / José Loiola                | 1-0 | Martin Laciga / Paul Laciga               | Rogério Ferreira / Guilherme Marques                            | walkower                               | Javier Bosma / Fabio Diez                    |
| 2001 Szczegóły | Klagenfurt     | Mariano Baracetti / Martín Conde          | 2–1 | José Loiola / Ricardo Santos              | Vegard Høidalen / Jørre Kjemperud                               | 2–0                                    | Rob Heidger / Chip McCaw                     |
| 2003 Szczegóły | Rio de Janeiro | Emanuel Rego / Ricardo Santos             | 2–0 | Dax Holdren / Stein Metzger               | Márcio Araújo / Benjamin Insfran                                | walkower                               | Miguel Maia / João Brenha                    |
| 2005 Szczegóły | Berlin         | Márcio Araújo / Fábio Luiz Magalhães      | 2–0 | Sascha Heyer / Paul Laciga                | Julius Brink / Kjell Schneider                                  | 2–1                                    | Thorsten Schoen / Marvin Polte               |
| 2007 Szczegóły | Gstaad         | Todd Rogers / Phil Dalhausser             | 2–0 | Dmitri Barsuk / Igor Kołodinski           | Andrew Schacht / Joshua Slack                                   | 2–0                                    | Emanuel Rego / Ricardo Santos                |
| 2009 Szczegóły | Stavanger      | Julius Brink / Jonas Reckermann           | 2–0 | Alison Cerutti / Harley Marques           | Todd Rogers / Phil Dalhausser                                   | 2–0                                    | David Klemperer / Eric Koreng                |
| 2011 Szczegóły | Rzym           | Emanuel Rego / Alison Cerutti             | 2–0 | Márcio Araújo / Ricardo Santos            | Julius Brink / Jonas Reckermann                                 | 2–1                                    | Mārtiņš Pļaviņš / Jānis Šmēdiņš              |
| 2013 Szczegóły | Stare Jabłonki | Alexander Brouwer / Robert Meeuwsen       | 2–0 | Álvaro Morais Filho / Ricardo Santos      | Jonathan Erdmann / Kay Matysik                                  | 2–0                                    | Emanuel Rego / Alison Cerutti                |
| 2015 Szczegóły | Haga           | Alison Cerutti / Bruno Oscar Schmidt      | 2–1 | Reinder Nummerdor / Christiaan Varenhorst | Evandro Oliveira / Pedro Solberg Salgado                        | 2–0                                    | Theo Brunner / Nick Lucena                   |
| 2017 Szczegóły | Wiedeń         | Evandro Oliveira / André Stein            | 2–0 | Clemens Doppler / Alexander Horst         | Wiaczesław Krasilnikow / Nikita Liamin                          | 2–0                                    | Maarten Van Garderen / Christiaan Varenhorst |
| 2019 Szczegóły | Hamburg        | Wiaczesław Krasilnikow / Oleg Stojanowski | 2–1 | Julius Thole / Clemens Wickler            | Anders Mol / Christian Sørum                                    | 2–1                                    | Tri Bourne / Trevor Crabb                    |
| 2022 Szczegóły | Rzym           | Anders Mol / Christian Sørum              | 2–0 | Renato Carvalho / Vitor Felipe            | André Stein / George Wanderley                                  | 2–1                                    | Chaim Schalk / Theo Brunner                  |
| 2023 Szczegóły | Tlaxcala       | Ondřej Perušič / David Schweiner          | 2–1 | David Åhman / Jonatan Hellvig             | Bartosz Łosiak / Michał Bryl                                    | 2–0                                    | Trevor Crabb / Theo Brunner                  |
| 2025 Szczegóły | Adelaide       |                                           |     |                                           |                                                                 |                                        |                                              |

### Kobiety
| 1997 Szczegóły | Los Angeles    | Sandra Pires / Jackie Silva          | 2–1 | Lisa Arce / Holly McPeak            | Karolyn Kirby / Nancy Reno Shelda Bede / Adriana Behar | nie rozgrywano meczu o trzecie miejsce | nie rozgrywano meczu o trzecie miejsce     |
| 1999 Szczegóły | Marsylia       | Shelda Bede / Adriana Behar          | 1-0 | Annett Davis / Jenny Johnson Jordan | Liz Masakayan / Elaine Youngs                          | 1-0                                    | Sandra Pires / Adriana Samuel              |
| 2001 Szczegóły | Klagenfurt     | Shelda Bede / Adriana Behar          | 2–0 | Tatiana Minello / Sandra Pires      | Eva Ryšavá / Soňa Nováková-Dosoudilová                 | 2–0                                    | Barbra Fontana / Elaine Youngs             |
| 2003 Szczegóły | Rio de Janeiro | Misty May-Treanor / Kerri Walsh      | 2–0 | Shelda Bede / Adriana Behar         | Natalie Cook / Nicole Sanderson                        | 2-0                                    | Annett Davis / Jenny Johnson Jordan        |
| 2005 Szczegóły | Berlin         | Misty May-Treanor / Kerri Walsh      | 2–0 | Juliana Felisberta / Larissa França | Jia Tian / Wang Fei                                    | 2–0                                    | Dalixia Fernández / Tamara Larrea          |
| 2007 Szczegóły | Gstaad         | Misty May-Treanor / Kerri Walsh      | 2–0 | Jia Tian / Jie Wang                 | Juliana Felisberta / Larissa França                    | 2–1                                    | Chen Xue / Xi Zhang                        |
| 2009 Szczegóły | Stavanger      | April Ross / Jennifer Kessy          | 2–0 | Juliana Felisberta / Larissa França | Talita Antunes / Maria Antonelli                       | 2–0                                    | Shelda Bede / Ana Paula Henkel             |
| 2011 Szczegóły | Rzym           | Juliana Felisberta / Larissa França  | 2–1 | Misty May-Treanor / Kerri Walsh     | Chen Xue / Xi Zhang                                    | 2–0                                    | Lenka Háječková / Hana Skalníková          |
| 2013 Szczegóły | Stare Jabłonki | Chen Xue / Xi Zhang                  | 2–1 | Karla Borger / Britta Büthe         | Liliane Maestrini / Bárbara Seixas                     | 2–0                                    | Whitney Pavlik / April Ross                |
| 2015 Szczegóły | Haga           | Ágatha Bednarczuk / Bárbara Seixas   | 2–1 | Fernanda Alves / Taiana Lima        | Juliana Felisberta / Maria Antonelli                   | 2–1                                    | Katrin Holtwick / Ilka Semmler             |
| 2017 Szczegóły | Wiedeń         | Laura Ludwig / Kira Walkenhorst      | 2–1 | Lauren Fendrick / April Ross        | Larissa França / Talita Antunes                        | 2–1                                    | Melissa Humana-Paredes / Sarah Pavan       |
| 2019 Szczegóły | Hamburg        | Melissa Humana-Paredes / Sarah Pavan | 2–0 | Alexandra Klineman / April Ross     | Mariafe Artacho del Solar / Taliqua Clancy             | 2–0                                    | Tanja Hüberli / Nina Betschart             |
| 2022 Szczegóły | Rzym           | Eduarda Lisboa / Ana Patrícia Ramos  | 2–0 | Sophie Bukovec / Brandie Wilkerson  | Svenja Müller / Cinja Tillmann                         | 2–1                                    | Joana Heidrich / Anouk Vergé-Dépré         |
| 2023 Szczegóły | Tlaxcala       | Sara Hughes / Kelly Cheng            | 2–0 | Eduarda Lisboa / Ana Patrícia Ramos | Kristen Nuss / Taryn Kloth                             | 2–1                                    | Mariafe Artacho del Solar / Taliqua Clancy |
| 2025 Szczegóły | Adelaide       |                                      |     |                                     |                                                        |                                        |                                            |